# Ha Jin
Ha Jin (de son vrai nom Jin Xuefei) est un écrivain américain d'origine chinoise né le 21 février 1956 dans la province du Liaoning en Mandchourie.

## Biographie
Fils d'un officier, il rejoint très jeune l’Armée populaire de libération au début de la Révolution culturelle. À partir de 1977, il étudie l’anglais puis la littérature américaine à l’université de Heilongjiang. Il en sera diplômé en 1981. Lorsque surviennent les événements de la place Tian'anmen de 1989, il est aux États-Unis depuis 1985 en qualité de boursier à l'université de Brandeis. Ses projets de retour en Chine bouleversés, il décide de se fixer aux États-Unis avec sa femme et son fils, qui sont parvenus à le rejoindre. Il commence à écrire de la poésie et publie un premier recueil en 1990. Son premier roman, La Mare, est rapidement suivi par La Longue Attente qui remporte en 1999 le National Book Award puis le PEN/Faulkner Award en 2000. En 2005, Ha Jin obtient pour la deuxième fois un PEN/Faulkner Award pour son roman Les Rebuts de la guerre. Il est actuellement professeur à l'université de Boston. 